# Harlow Shapley
Harlow Shapley   (Nashville, 2 de novembre de 1885 - Boulder, 20 d'octubre de 1972) fou un astrònom estatunidenc.

## Biografia
Shapley va néixer en una granja de Nashville (Missouri, EUA). Va abandonar l'escola després dels estudis primaris. Després d'estudiar pel seu compte i de fer de periodista de successos per a un diari, Shapley tornà a les aules per completar els estudis. Feu el programa de sis anys d'educació secundària en només dos anys i fou el primer de la classe.
El 1907, amb vint-i-dos anys, Shapley se'n va a la Universitat de Missouri per estudiar periodisme. Quan allí s'assabenta que l'obertura de l'Escola de Periodisme s'ha ajornat un any, decideix d'estudiar la primera carrera que hi hagi en el directori d'estudis. Aquests estudis hi apareixien per ordre alfabètic, però rebutjà arqueologia, la primera carrera, perquè no se'n sortia de pronunciar-ne bé el nom, segons contaria ell mateix més endavant.
Trià, doncs, la segona: astronomia. N'obtingué la llicenciatura el 1910 i el màster el 1911. Posteriorment, Shapley anà a la Universitat de Princeton gràcies a una beca Thaw per fer el doctorat amb Henry Norris Russell, director del Departament d'Astronomia. Quan Shapley hi arribà, Russell s'havia embarcat en un nova forma d'anàlisi de les corbes de llum de les variables eclipsants per intentar d'obtenir les propietats de les estrelles que constituïen un sistema binari. El 1914, obtingué el doctorat amb una tesi sobre 90 estels binaris eclipsants. Aquesta tesi creà de colp una nova branca en l'astronomia de les estrelles dobles. El mateix any que havia obtingut el doctorat, entrà a treballar a l'observatori de Mount Wilson gràcies a l'oferiment que li feu el director, George Ellery Hale, d'una plaça d'investigador. Allí proposà la teoria de la pulsació per a les estrelles cefeides, segons la qual la variació de la magnitud aparent de l'estel es devia a causes intrínseques i no pas al fet de pertànyer a un sistema eclipsant, com s'havia cregut fins aleshores. Tanmateix, l'interès de Shapley passà de les estrelles variables als cúmuls globulars. Observà estrelles variables cefeides en aquests cúmuls i, fent servir la relació entre període i lluminositat en aquesta mena d'estels, descoberta per l'astrònoma Henrietta Swan Leavitt, pogué determinar les distàncies als cúmuls globulars. Aquest fet li permeté de descobrir que la Via Làctia és molt més gran del que es creia fins aleshores i que la posició que hi té el Sol no té res d'especial.
Participà en "el Gran Debat" amb Heber Doust Curtis sobre la naturalesa de les nebuloses i de les galàxies, i sobre la grandària de l'univers. Aquest debat s'esdevingué el 26 d'abril de 1920. Shapley hi defensà que el Sol no es troba en el centre de la Via Làctia i que els cúmuls globulars i les nebuloses espirals en formen part. En la primera afirmació tenia raó, però, en la segona, anava errat (els cúmuls globulars sí que formen part de la Via Làctia, però en canvi les nebuloses espirals són, en realitat, galàxies semblants a la nostra Via Làctia, i -per tant- no solament no en formen part, sinó que s'hi troben a enormes distàncies).
En aquesta època, Shapley estava treballant a l'observatori de Mount Wilson, on havia estat contractat per George Ellery Hale. Després del debat, nogensmenys, fou fitxat com a director de l'observatori del Col·legi Universitari de Harvard (en anglès, Harvard College Observatory), arran de la recent defunció d'Edward Charles Pickering, el director fins aleshores. Aquest lloc, el mantindria des de 1921 fins a 1952. Mentre ocupava el càrrec, contractà Cecilia Payne-Gaposchkin, que es convertiria en la primera persona que obtingué un doctorat en el camp de l'astronomia a la Universitat Harvard.
Des de 1941 fou membre del comitè original de la Fundació per a l'Estudi dels Cicles.
En la dècada de 1940, Shapley ajudà a fundar associacions governamentals de suport a la investigació científica, com la National Science Foundation. També fou el responsable de l'addició de la lletra essa (S) a la sigla UNESCO (que en anglès correspon a la paraula science, és a dir, ciència).
Políticamente, Shapley fou un liberal, la qual cosa li comportà ser víctima del macarthisme.
El 1950, organitzà una campanya contra el controvertit llibre pseudocientífic Mons en col·lisió escrit pel psiquiatre rus Immanuel Velikovsky.
El 1952, es retirà de director del Col·legi Universitari de Harvard, tot i que hi continuà impartint classes fins al 1956.
Morí el 20 d'octubre de 1972 a Boulder, Colorado, on havia anat a visitar son fill.
A més a més de l'astronomia, Shapley conreà -amb un interès especial- la mirmecologia, és a dir, l'estudi de les formigues.

## Llibres publicats
- Stars Clusters (1930)
- Galaxies (1943)
- The Inner Metagalaxie (1957)
- Of stars And men (1958)